# Place François-Rude
Pour les articles homonymes, voir François Rude.
La place François-Rude, que les Dijonnais appellent aussi place du Bareuzai, est une place piétonne du centre-ville de Dijon.

## Situation et accès
C'est une des places pittoresque les plus touristiques de la ville, située au carrefour de la rue des Forges, de la rue François-Rude et de la rue de la Liberté.

## Origine du nom
La place porte le nom du sculpteur dijonnais François Rude (1784-1855), qui est né à proximité, 5 rue François-Rude . Elle est également nommée d'après « le bareuzai » (bas rosés, en patois bourguignon) de sa fontaine du Bareuzai qui s'élève en son centre.

## Historique
Cette place est aménagée en 1904 avec sa fontaine du Bareuzai de l'architecte Paul Deshérault, après la destruction d'un ensemble de maisons anciennes qui était bordé par la rue du Lacet et la rue de la Tonnellerie. Parmi ces édifices se trouvait un bâtiment médiéval, l'hôtel de Rochefort-Lucey.

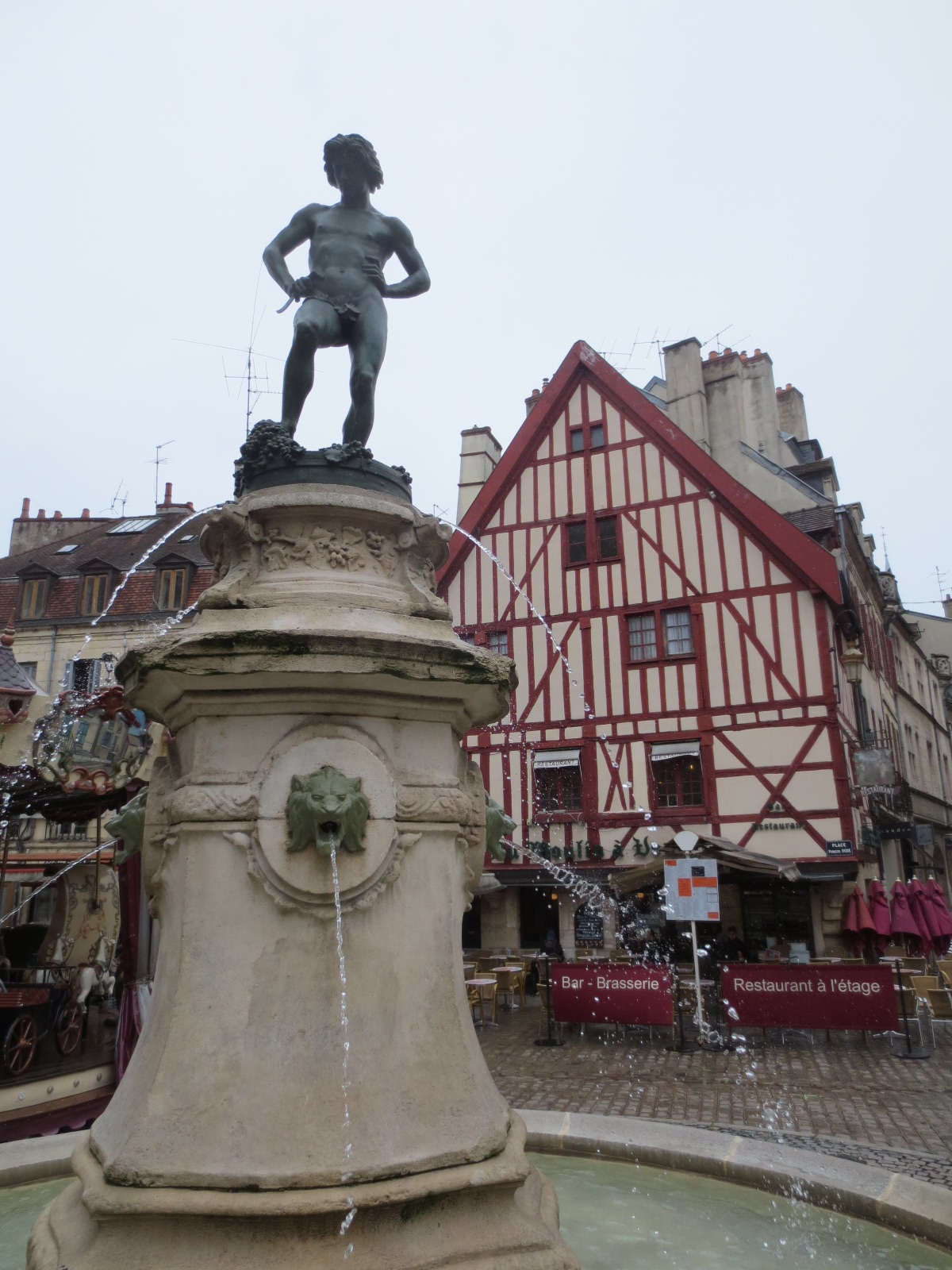
Fontaine du Bareuzai
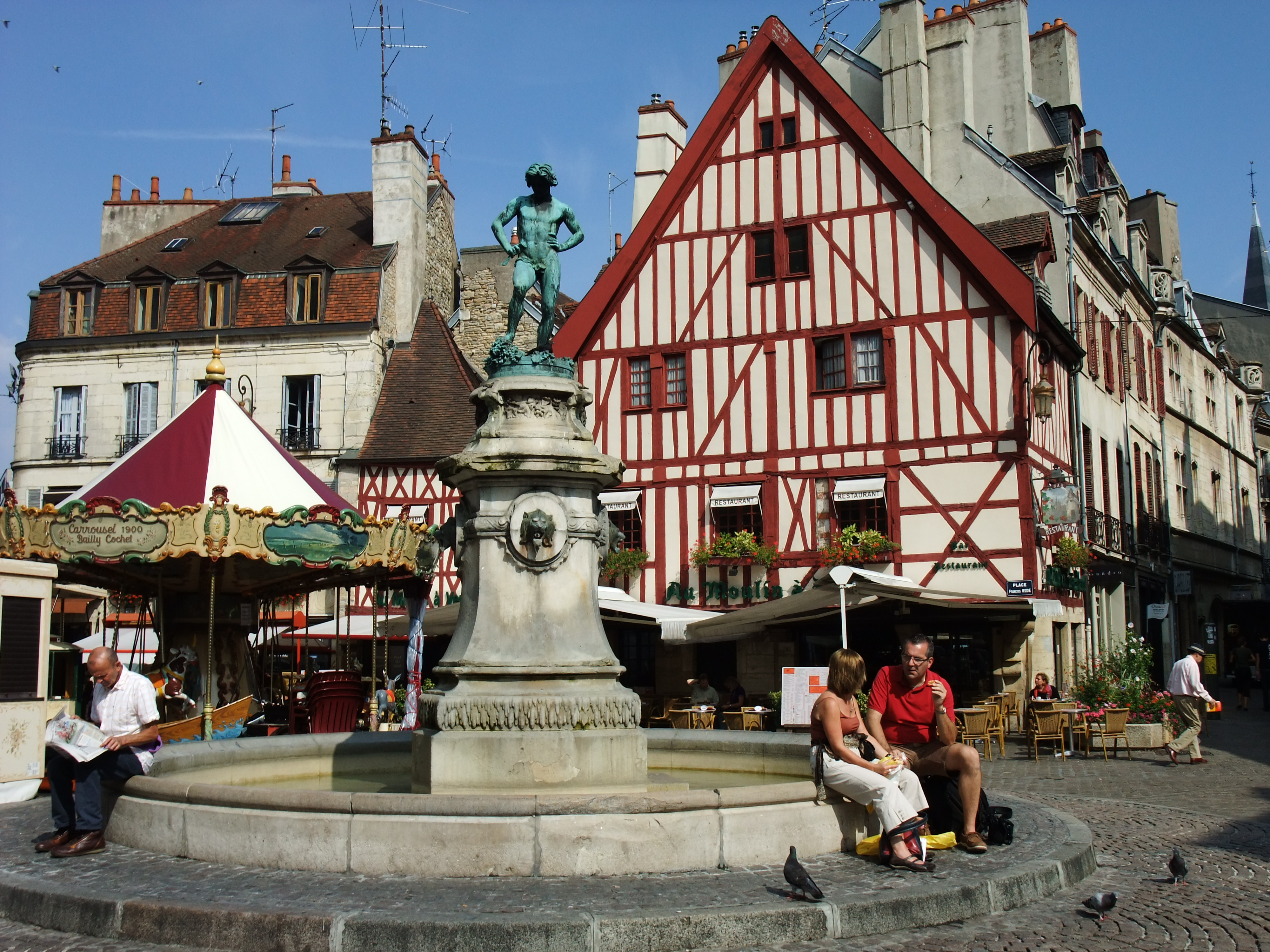
Fontaine du Bareuzai
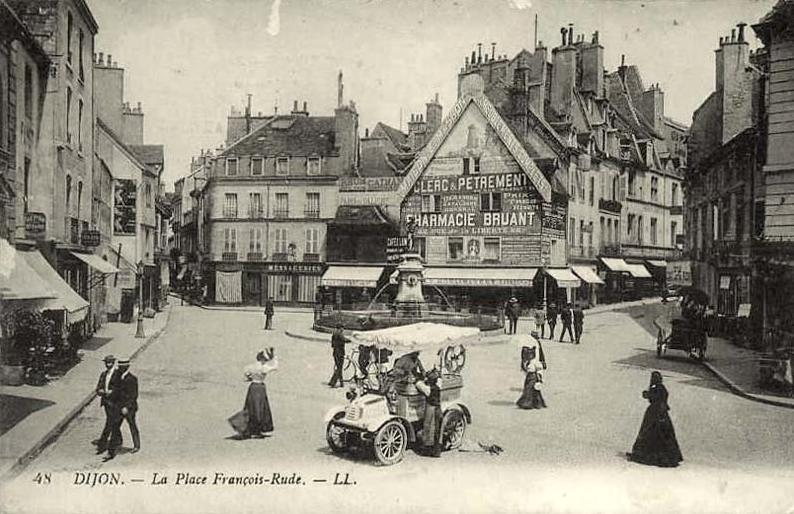
La place vers 1904.
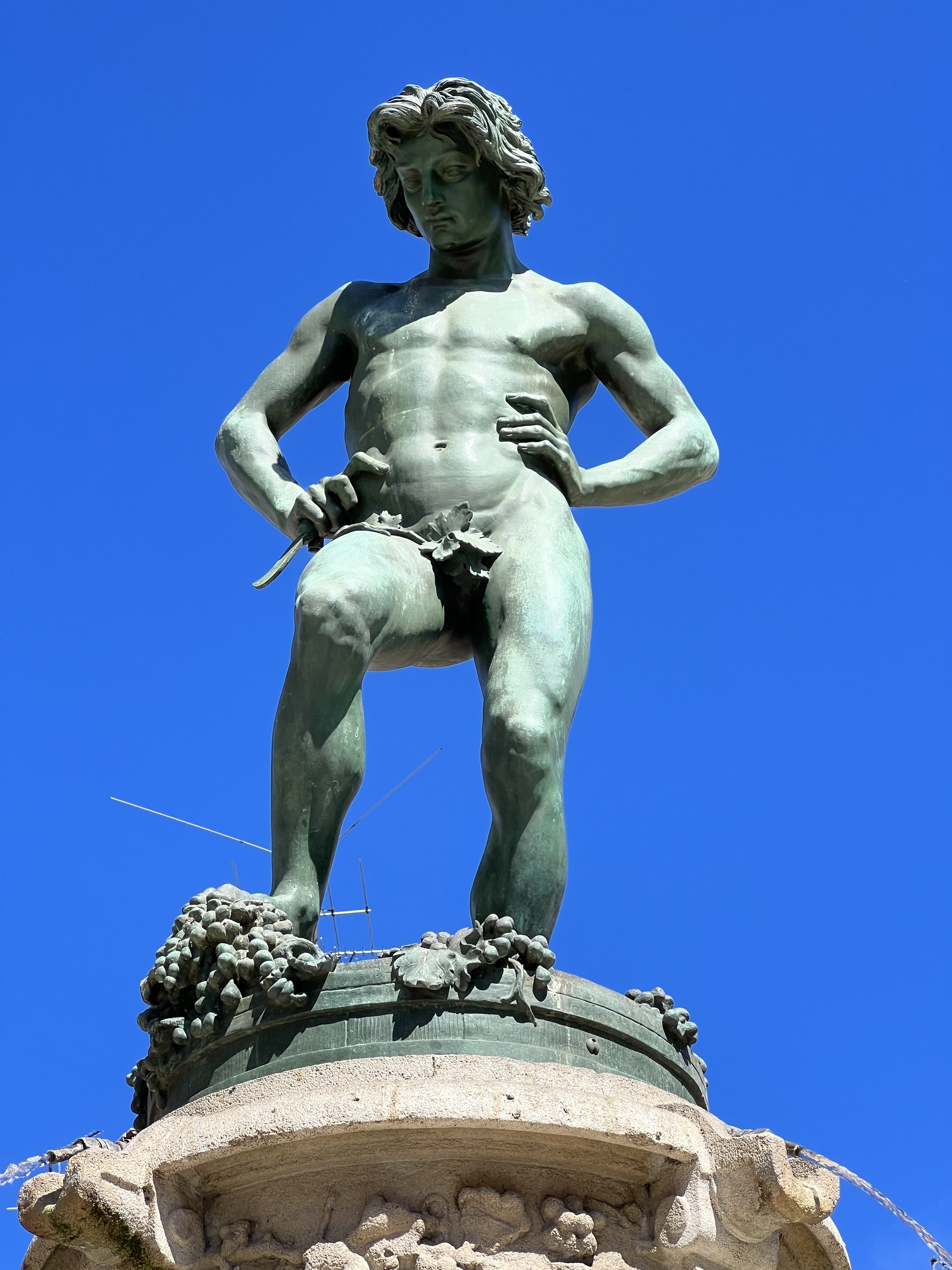
Le Bareuzai

## Bâtiments remarquables
Au sommet de la fontaine du Bareuzai, réalisée en 1904, est installée la sculpture en bronze vert-de-gris Le Vendangeur foulant le raisin, œuvre de Noël-Jules Girard réalisée dans les années 1850, fondue par la fonderie Thiébaut Frères. Elle figure un vigneron foulant le raisin dans une cuve dont seule la partie supérieure est représentée au sommet de son piédestal. Par ce mot, les Bourguignons désignent une personne chargée de fouler le raisin, dont les jambes étaient teintes en rose lorsqu'elles ressortaient de leur cuve.

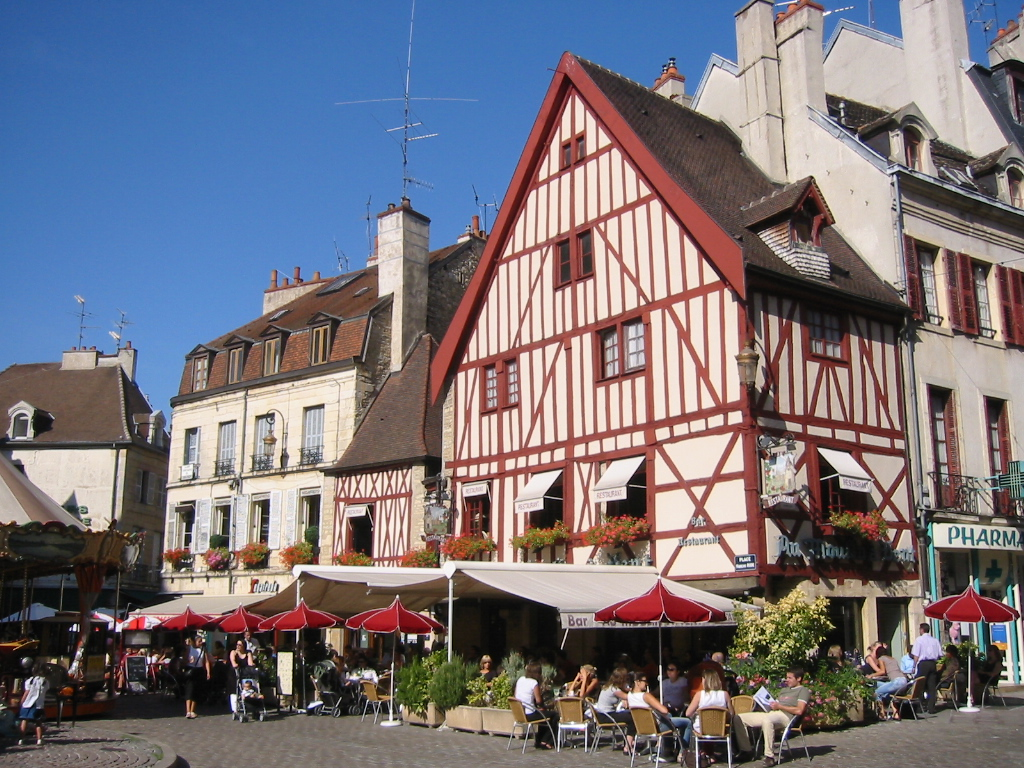
Maison à colombages abritant le restaurant « Au Moulin à Vent »
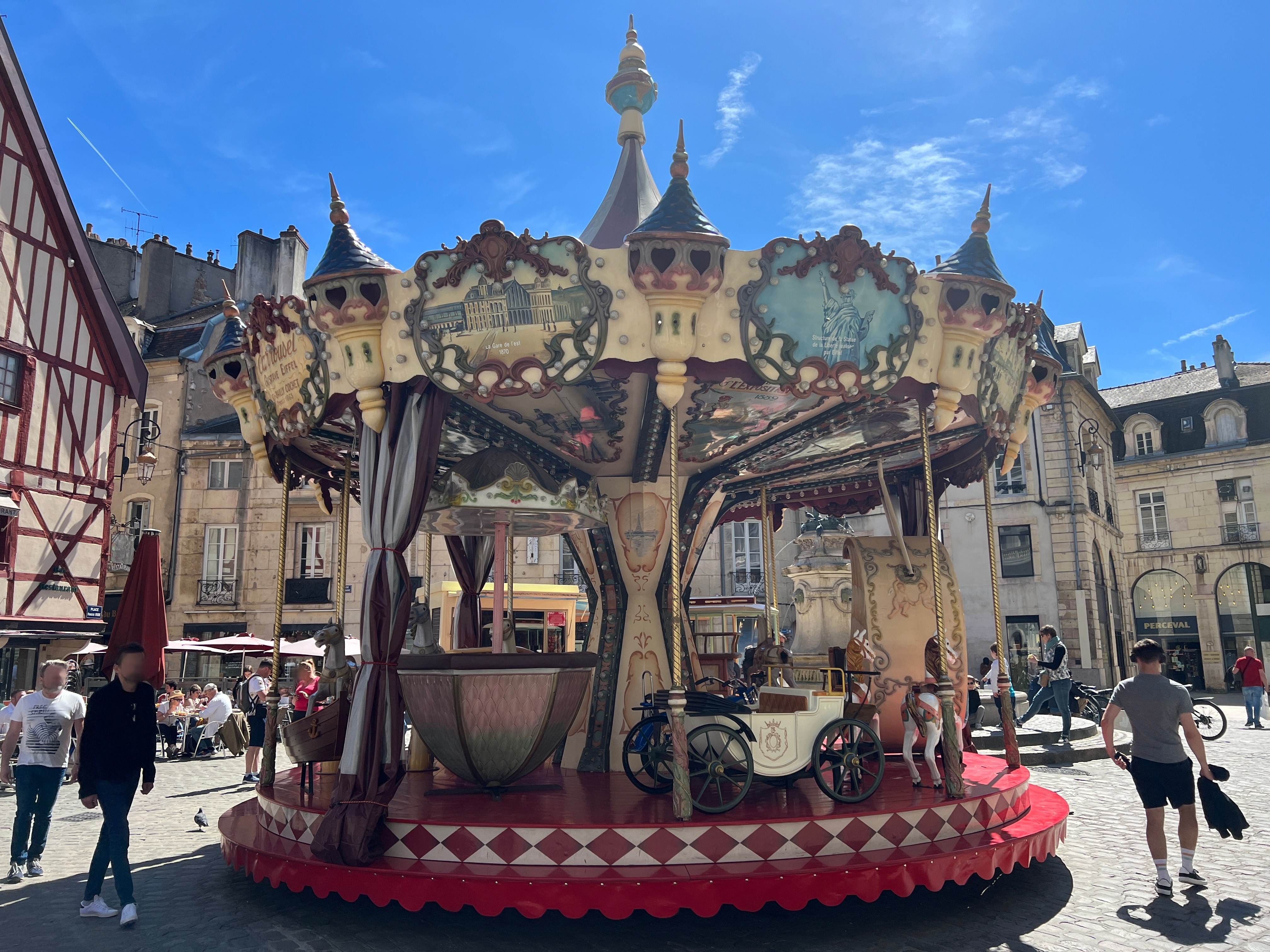
Carrousel dont le décor reprend certaines réalisations de Gustave Eiffel
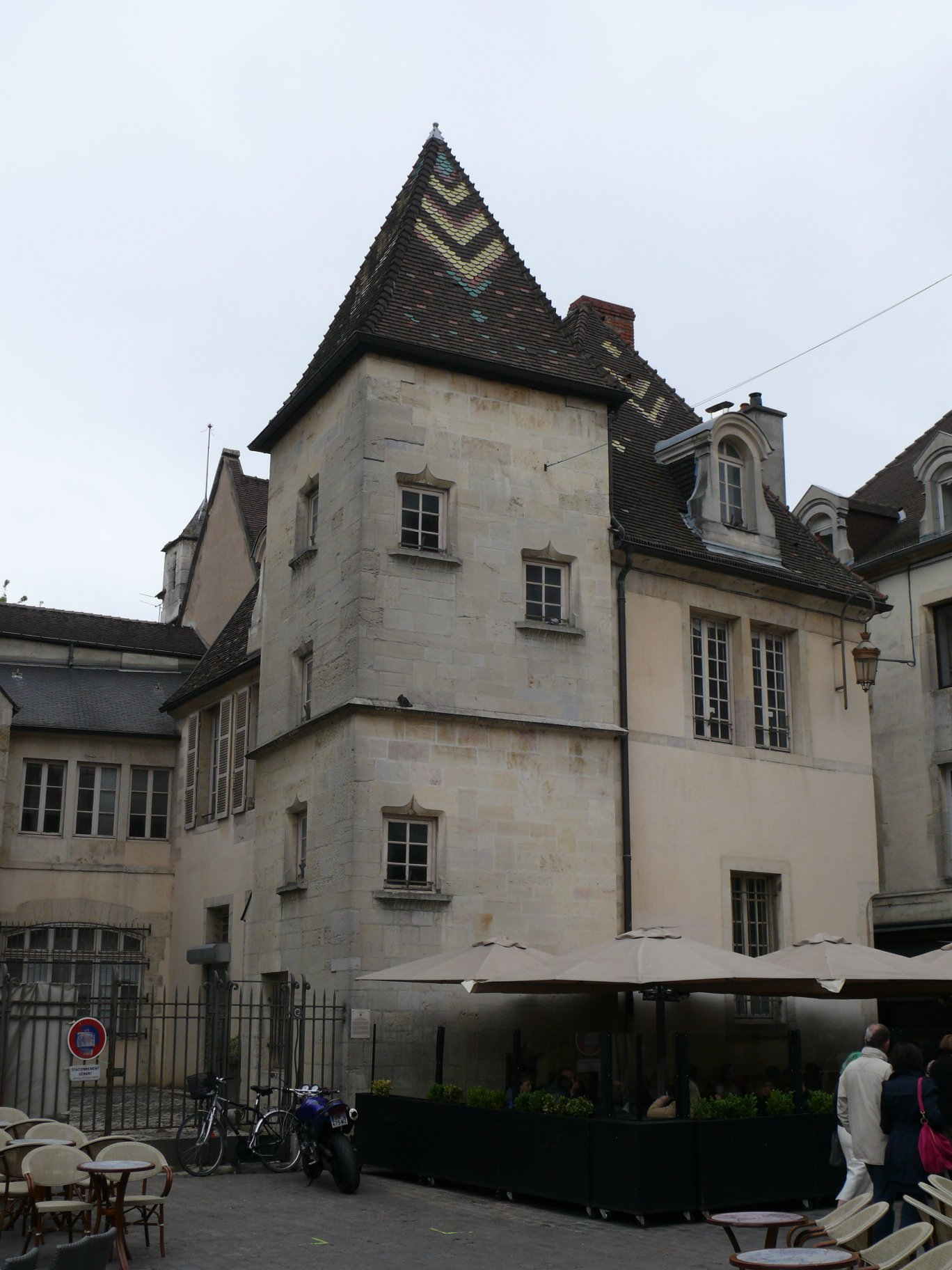
Hôtel Jacqueron

Sur le côté nord de la place se trouve notamment une maison à colombages du Moyen Âge, abritant le restaurant de cuisine bourguignonne « Au Moulin à Vent ». Le côté est est fermé par un immeuble du XVIIIe siècle formant l'angle avec la rue de la Liberté, et par la maison Foucherot, construite en 1775 en pierre de taille par l'architecte dijonnais Claude Saintpère. Sur le côté ouest s'élèvent l'immeuble de l'ancien grand magasin À la Ménagère, bâti de 1895 à 1897 ; le vaste édifice néo-Renaissance d'une banque construite dans les années 1920 (au n°3) par l'architecte dijonnais Émile Robert ; l'extension vitrée ajoutée à la fin des années 2010 pour l'espace commercial de la Cour Bareuzai, et la tour du XVe siècle couverte de tuile vernissée de l’hôtel Jacqueron.

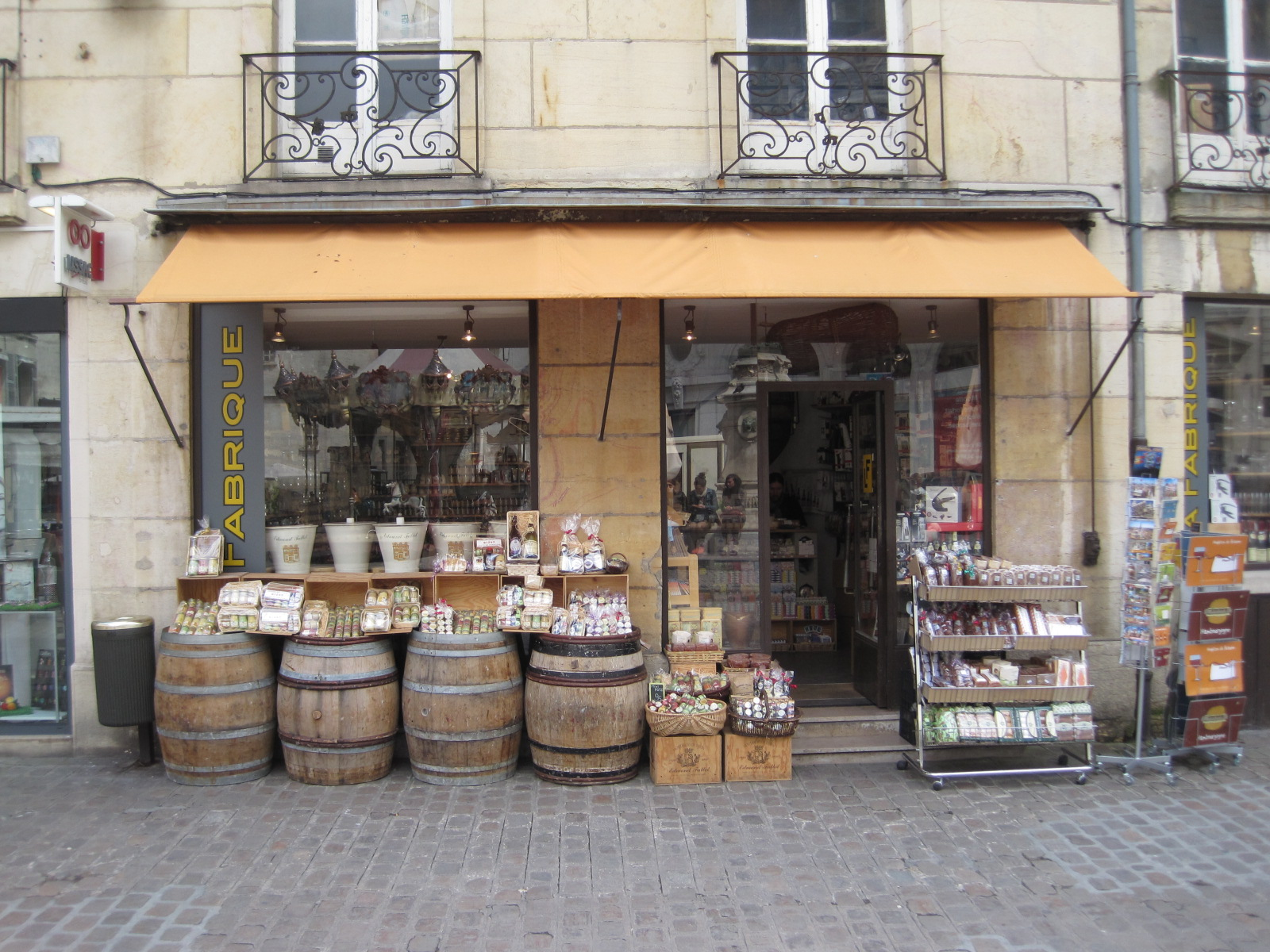
Commerce de produits traditionnels bourguignons
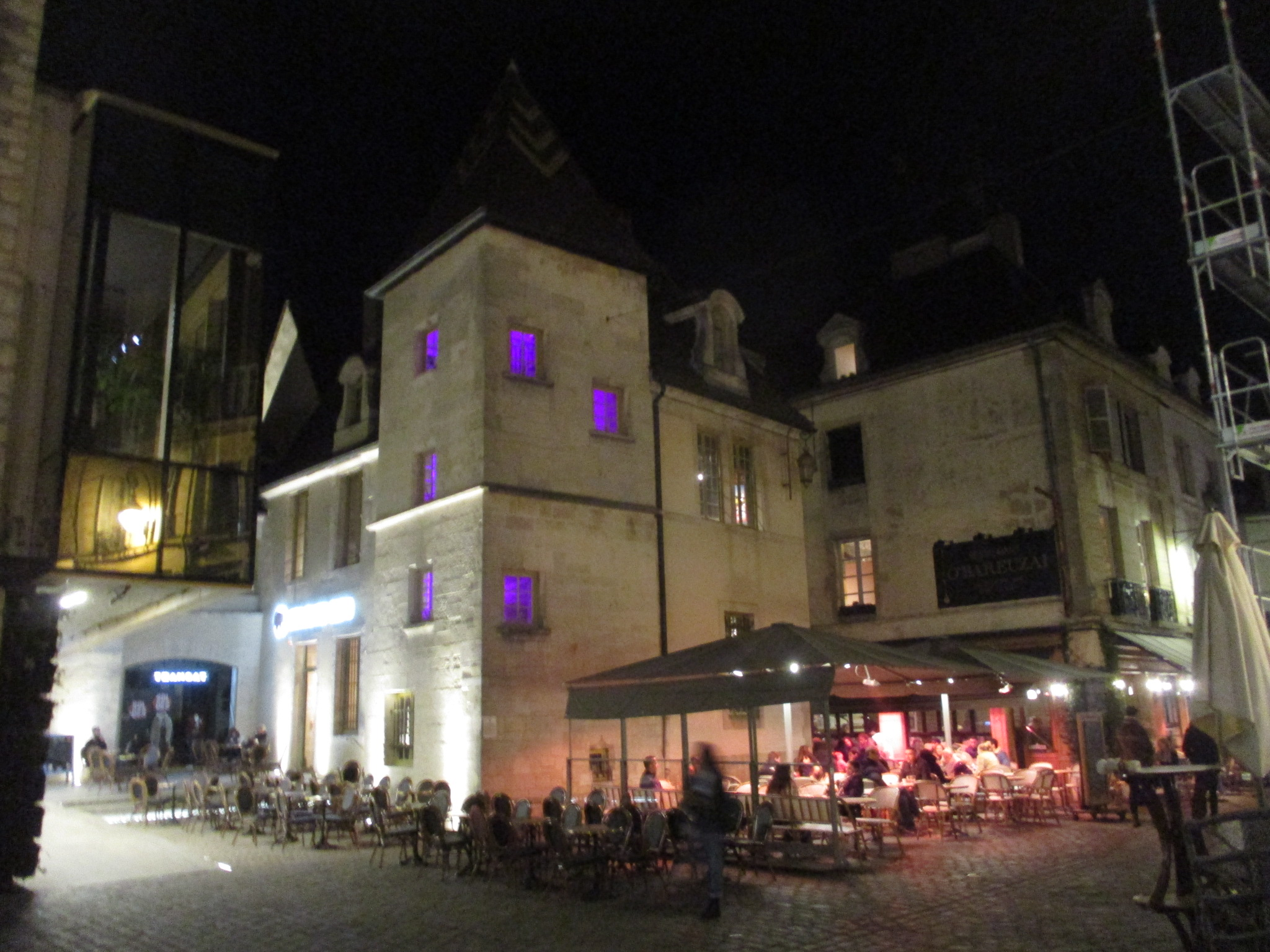
Hôtel Jacqueron et Cour Bareuzai
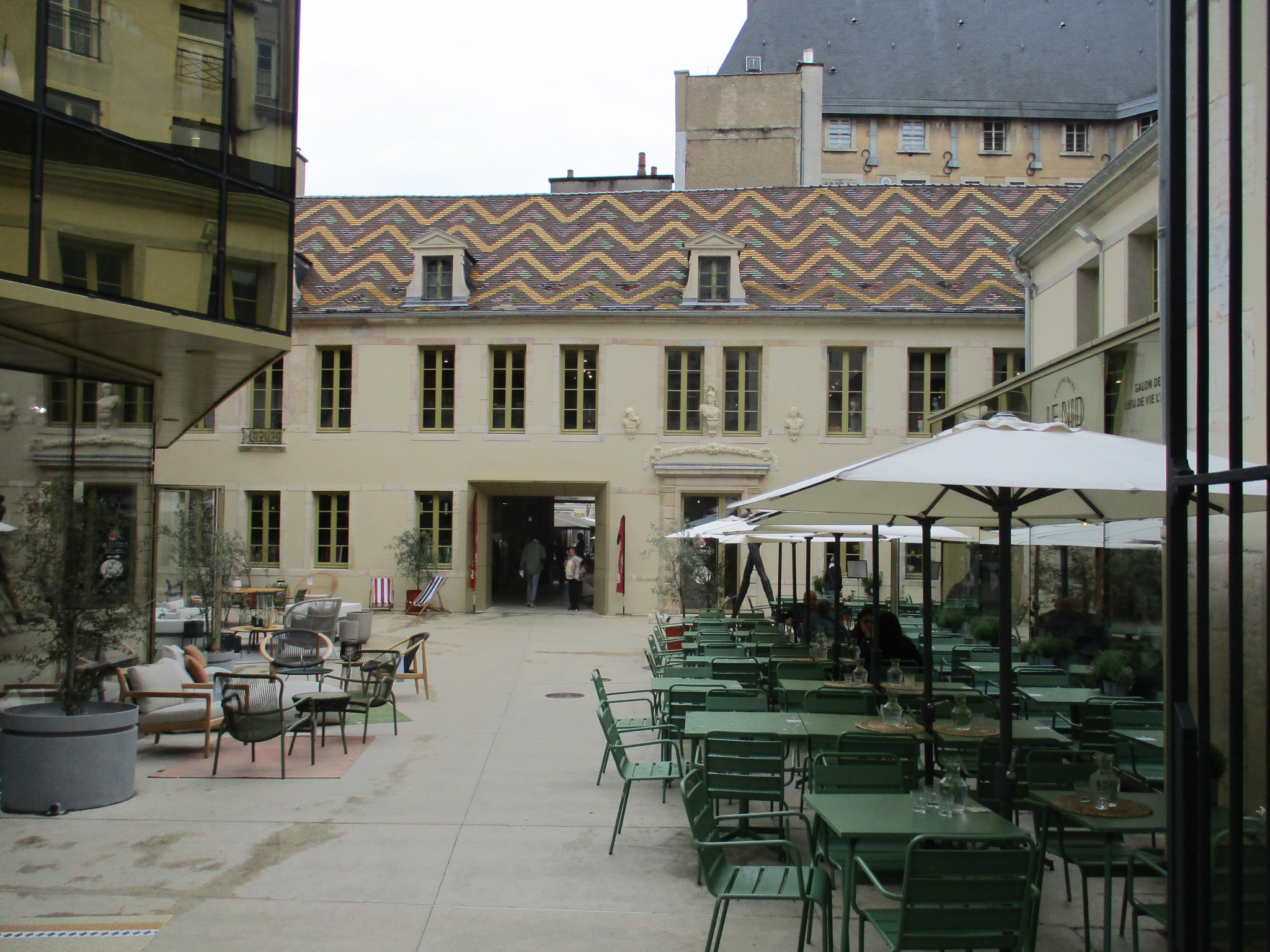
Cour Bareuzai et bâtiment couvert de tuile vernissée
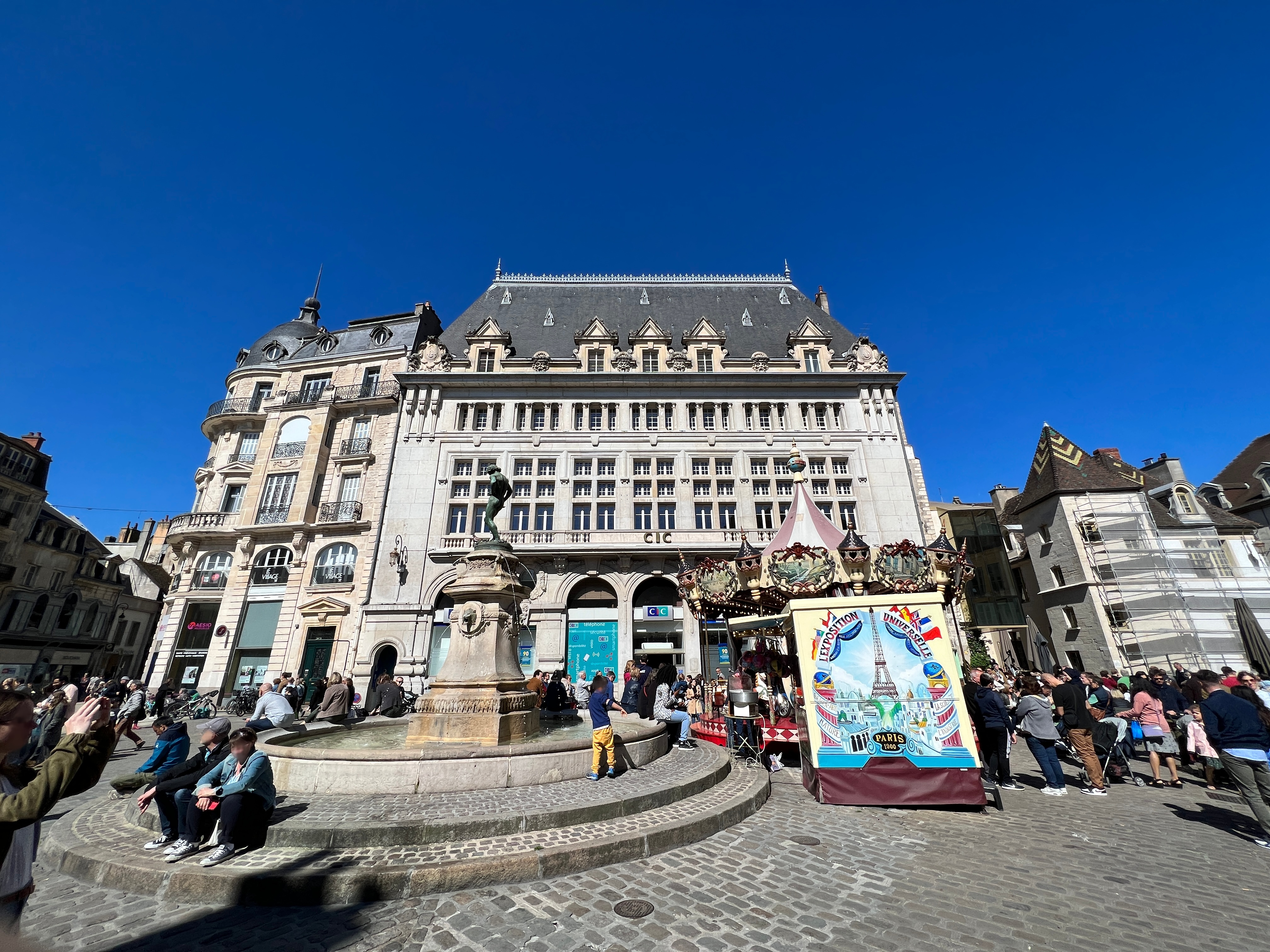
Immeuble néo-Renaissance, et ancien grand magasin À la Ménagère (à gauche)

Le marché des halles centrales de Dijon voisines s'étend sur cette place les mardis, vendredis et samedis.

## Au cinéma
- 1988 : L'Étudiante, de Claude Pinoteau, avec Sophie Marceau et Vincent Lindon : un plan du film[4].